# Eleutherodactylus glamyrus
Espèce
Statut de conservation UICN

 EN B1ab(iii) : En danger
Eleutherodactylus glamyrus est une espèce d'amphibiens de la famille des Eleutherodactylidae.

## Répartition
Cette espèce est endémique de Cuba. Elle se rencontre dans les provinces de Granma et de Santiago de Cuba de 800 à 1 974 m d'altitude dans la Sierra del Turquino dans la Sierra Maestra.

## Description
Les mâles mesurent de 16,6 à 20,0 mm et les femelles de 18,8 à 24,1 mm.

## Publication originale
- Estrada & Hedges, 1997 : A new species of frog from the Sierra Maestra, Cuba (Leptodactylidae, Eleutherodactylus). Journal of Herpetology, vol. 31, no 3, p. 364-368 (texte intégral).